# Phebalium distans
Phebalium distans är en vinruteväxtart som beskrevs av Paul Irwin Forster. Phebalium distans ingår i släktet Phebalium och familjen vinruteväxter. Inga underarter finns listade i Catalogue of Life.